# Olympische Sommerspiele 1920/Leichtathletik – 3000 m Mannschaft (Männer)
Der 3000-Meter-Mannschaftslauf der Männer bei den Olympischen Spielen 1920 in Antwerpen wurde am 21. und 22. August 1920 im Antwerpener Olympiastadion ausgetragen. Sechs Länder mit insgesamt 31 Athleten nahmen teil.
Die Goldmedaille gewann die US-amerikanische Mannschaft mit Horace Brown, Arlie Schardt und Ivan Dresser sowie den nicht gewerteten Lawrence Shields und Michael Devaney.
Silber errang Großbritannien mit Joe Blewitt, Albert Hill und William Seagrove sowie den nicht gewerteten James Hatton und Duncan McPhee.
Bronze ging an Schweden in der Besetzung Eric Backman, Sven Lundgren und Edvin Wide sowie dem nicht gewerteten Josef Holsner.
Deutschland und Österreich waren von der Teilnahme ausgeschlossen. Die Schweiz hatte kein Team gemeldet.

## Bestehende Rekorde
Im 3000-Meter-Mannschaftslauf gab es auch später nie einen offiziellen Weltrekord. Bei Olympischen Spielen war dieser Wettbewerb nur dreimal im Programm, die hier jeweils zum Einsatz gekommene Wertung über die Platzziffer lässt in der Teamwertung keine Rekorde zu. So konnte es einzig im Einzelresultat des 3000-Meter-Laufs Zählungen im Sinne von Bestleistungen oder Rekorden geben. Diese sind in der folgenden Übersicht aufgelistet.
| Weltrekord         | 8:36,8 min | Hannes Kolehmainen ( Großfürstentum Finnland) | OS Stockholm (Vorrunde 3000-m-Mannschaftslauf) | 12. Juli 1912 |
| Olympischer Rekord | 8:36,8 min | Hannes Kolehmainen ( Großfürstentum Finnland) | OS Stockholm (Vorrunde 3000-m-Mannschaftslauf) | 12. Juli 1912 |

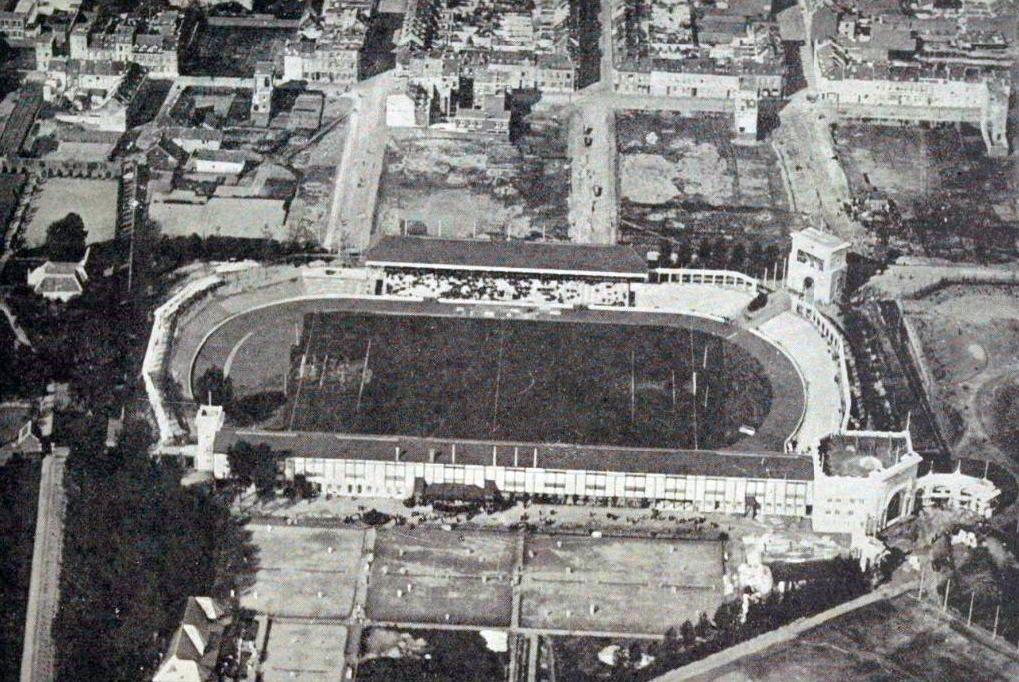
Das Antwerpener Olympiastadion

Der bestehende olympische und gleichzeitig Weltrekord wurde hier in Antwerpen bei Weitem nicht erreicht, zur Egalisierung hätten die Läufer um 14,4 Sekunden schneller sein müssen als der Sieger nach Wertung des Einzelresultats.

## Durchführung des Wettbewerbs
Am 21. August um 15.15 Uhr Ortszeit wurden zwei Rennen als Vorausscheidung durchgeführt. Die jeweils ersten beiden Teams – hellblau unterlegt – qualifizierten sich für das Finale am kommenden Tag.
Es bleibt rätselhaft, wie es zu dieser Form der Laufansetzungen kam und wozu Vorläufe überhaupt durchgeführt wurden. Im ersten Vorlauf traten vier Teams an, von denen das letzte ausschied. Der zweite Vorlauf wurde mit zwei Mannschaften ausgetragen, die sich beide für das Finale am 22. August um 16.50 Uhr qualifizierten.
Jede Mannschaft konnte mit maximal fünf Läufern antreten. Wieso die Belgier im ersten Vorlauf entgegen dieser Regel mit sechs Läufern am Start waren, bleibt unklar. Nicht eindeutig und voneinander abweichend sind auch die Angaben zum genauen Ausgang der Vorläufe in den Platzierungen der nicht gewerteten Läufer.
Die besten drei aus jedem Land wurden ihren Platzierungen entsprechend mit Punkten bewertet (Platz 1 = 1 Punkt, Platz 2 = 2 Punkte usw.). Diese Platzierungen wurden addiert, die Reihenfolge ergab sich aus den jeweils niedrigsten Summen, es handelte sich also um eine reine Platzziffer-Wertung, erzielte Zeiten spielten keine Rolle.

## Vorausscheidung
Datum: 21. August 1920

### Lauf 1

#### Einzelresultate
kursiv: Läufer außerhalb der Wertung
| Platz | Name                  | Nation             | Zeit (min) | Punkte |
| ----- | --------------------- | ------------------ | ---------- | ------ |
| 1     | Sven Lundgren         | Schweden           | 8:57,8     | 1      |
| 2     | Duncan McPhee         | Großbritannien     | 8:58,4     | 2      |
| 3     | John Zander           | Schweden           | 8:59,4     | 3      |
| 4     | Joe Blewitt           | Großbritannien     | 9:01,0     | 4      |
| 5     | William Seagrove      | Großbritannien     | 9:01,4     | 5      |
| 6     | Ernesto Ambrosini     | Königreich Italien | 9:01,6     | 6      |
| 7     | Julien Van Campenhout | Belgien            | 9:02,2     | 7      |
| 8     | Eric Backman          | Schweden           | 9:02,6     | 8      |
| 9     | Augusto Maccario      | Königreich Italien | 9:03,2     | 9      |
| 10    | Carlo Speroni         | Königreich Italien | k. A.      | 10     |
| 11    | Edvin Wide            | Schweden           | k. A.      | –      |
| 12    | Percy Hodge           | Großbritannien     | k. A.      | –      |
| 13    | James Hatton          | Großbritannien     | k. A.      | –      |
| 14    | Claude Otterbeen      | Belgien            | k. A.      | 11     |
| 15    | Carlo Martinenghi     | Königreich Italien | k. A.      | –      |
| 16    | Lucien Bangels        | Belgien            | k. A.      | 12     |
| 17    | Josef Holsner         | Schweden           | k. A.      | –      |
| 18    | François Vyncke       | Belgien            | k. A.      | –      |
| 19    | Pierre Trullemans     | Belgien            | k. A.      | –      |
| 20    | Henri Smets           | Belgien            | k. A.      | –      |

#### Mannschaftswertung
in Klammern: Platzierung des jeweiligen Läufers
| Platz | Mannschaft         | Athleten | Punkte | Anmerkung |
| ----- | ------------------ | --- | ------ | --------- |
| 1     | Großbritannien     | Duncan McPhee (2) Joe Blewitt (4) William Seagrove (5) nicht in der Wertung: Percy Hodge (12) James Hatton (13)                                        | 11     |           |
| 2     | Schweden           | Sven Lundgren (1) John Zander (3) Eric Backman (8) nicht in der Wertung: Edvin Wide (11) Josef Holsner (17)                                            | 12     |           |
| 3     | Königreich Italien | Ernesto Ambrosini (6) Augusto Maccario (9) Carlo Speroni (10) nicht in der Wertung: Carlo Martinenghi (15)                                             | 25     |           |
| 4     | Belgien            | Julien Van Campenhout (7) Claude Otterbeen (11) Lucien Bangels (12) nicht in der Wertung: François Vyncke (18) Pierre Trullemans (19) Henri Smets (20) | 30     |           |

### Lauf 2

#### Einzelresultate
kursiv: Läufer außerhalb der Wertung
| Platz | Name             | Nation     | Zeit (min) | Punkte |
| ----- | ---------------- | ---------- | ---------- | ------ |
| 1     | Edmond Brossard  | Frankreich | 9:35,6     | 1      |
| 2     | Armand Burtin    | Frankreich | 9:35,6     | 2      |
| 3     | Horace Brown     | USA        | 9:44,0     | 3      |
| 4     | Gaston Heuet     | Frankreich | 9:46,0     | 4      |
| 5     | Michael Devaney  | USA        | 9:48,0     | 5      |
| 6     | Ivan Dresser     | USA        | 9:49,0     | 6      |
| 7     | Lawrence Shields | USA        | 9:51,0     | –      |
| 8     | Arlie Schardt    | USA        | 9:53,0     | –      |
| 9     | Lucien Duquesne  | Frankreich | k. A.      | –      |
| 10    | René Vignaud     | Frankreich | k. A.      | –      |

#### Mannschaftswertung
in Klammern: Platzierung des jeweiligen Läufers
| Platz | Mannschaft | Athleten | Punkte | Anmerkung |
| ----- | ---------- | --- | ------ | --------- |
| 1     | Frankreich | Edmond Brossard (1) Armand Burtin (2) Gaston Heuet (4) nicht in der Wertung: Lucien Duquesne (9) René Vignaud (10) | 7      |           |
| 2     | USA        | Horace Brown (3) Michael Devaney (5) Ivan Dresser (6) nicht in der Wertung: Lawrence Shields (7) Arlie Schardt (8) | 14     |           |

## Finale

### Einzelresultate
kursiv: Läufer außerhalb der Wertung
Datum: 22. August 1920
| Platz | Name              | Nation             | Zeit (min) | Punkte |
| ----- | ----------------- | ------------------ | ---------- | ------ |
| 1     | Horace Brown      | USA                | 8:51,2     | 1      |
| 2     | Eric Backman      | Schweden           | 8:51,4     | 2      |
| 3     | Arlie Schardt     | USA                | 8:52,2     | 3      |
| 4     | Armand Burtin     | Frankreich         | 8:53,4     | 4      |
| 5     | Joe Blewitt       | Großbritannien     | 8:56,0     | 5      |
| 6     | Ivan Dresser      | USA                | 8:56,5     | 6      |
| 7     | Albert Hill       | Großbritannien     | 8:56,5     | 7      |
| 8     | Lawrence Shields  | USA                | 8:57,0     | –      |
| 9     | William Seagrove  | Großbritannien     | 8:58,5     | 8      |
| 10    | James Hatton      | Großbritannien     | 9:01,5     | –      |
| 11    | Ernesto Ambrosini | Königreich Italien | 9:02,0     | 9      |
| 12    | Michael Devaney   | USA                | 9:03,0     | –      |
| 13    | Sven Lundgren     | Schweden           | 9:05,0     | 10     |
| 14    | Gaston Heuet      | Frankreich         | 9:06,0     | 11     |
| 15    | Edvin Wide        | Schweden           | 9:08,0     | 12     |
| 16    | Augusto Maccario  | Königreich Italien | 9:08,0     | 13     |
| 17    | Carlo Speroni     | Königreich Italien | 9:08,0     | 14     |
| 18    | Edmond Brossard   | Frankreich         | 9:10,0     | 15     |
| 19    | Carlo Martinenghi | Königreich Italien | 9:14,0     | –      |
| 20    | Josef Holsner     | Schweden           | 9:15,0     | –      |
| 21    | Lucien Duquesne   | Frankreich         | k. A.      | –      |
| DNF   | Duncan McPhee     | Großbritannien     |            | –      |
| DNF   | René Vignaud      | Frankreich         | –          |        |

### Mannschaftswertung
in Klammern: Platzierung des jeweiligen Läufers
| Platz | Mannschaft         | Athleten | Punkte | Anmerkung |
| ----- | ------------------ | --- | ------ | --------- |
| 1     | USA                | Horace Brown (1) Arlie Schardt (3) Ivan Dresser (6) nicht in der Wertung: Lawrence Shields (8) Michael Devaney (12)    | 10     |           |
| 2     | Großbritannien     | Joe Blewitt (5) Albert Hill (7) William Seagrove (8) nicht in der Wertung: James Hatton (10) Duncan McPhee (DNF)       | 20     |           |
| 3     | Schweden           | Eric Backman (2) Sven Lundgren (10) Edvin Wide (12) nicht in der Wertung: Josef Holsner (20)                           | 24     |           |
| 4     | Frankreich         | Armand Burtin (4) Gaston Heuet (11) Edmond Brossard (15) nicht in der Wertung: Lucien Duquesne (21) René Vignaud (DNF) | 30     |           |
| 5     | Königreich Italien | Ernesto Ambrosini (9) Augusto Maccario (13) Carlo Speroni (14) nicht in der Wertung: Carlo Martinenghi (19)            | 36     |           |

Aus nicht bekannten Gründen verzichtete Finnland auf eine Teilnahme, obwohl die Läufer dieses Landes auch hier eine große Chance auf die Goldmedaille gehabt hätten. So gewannen die Athleten der USA überraschend dieses Rennen.